# Rukiye Yıldırım
Rukiye Yıldırım (* 12. Februar 1991 in Ankara) ist eine türkische Taekwondoin. Sie startet in der leichtesten Gewichtsklasse bis 46 Kilogramm.
Yıldırım kam mit elf Jahren zum Taekwondo und startet seitdem für den Verein Kanka Taekwondo Spor Kulübünde in ihrer Heimatstadt. Trainiert wird sie von Hızır Pınaroğlu. Yıldırım nimmt seit 2007 bei internationalen Juniorenwettkämpfen teil. Im Erwachsenenbereich debütierte sie bei der Weltmeisterschaft 2009 in Kopenhagen, wo sie in der Klasse bis 46 Kilogramm das Achtelfinale erreichen konnte. Im folgenden Jahr stieß Yıldırım in die internationale Spitze vor. Zunächst wurde sie in Charkiw Junioreneuropameisterin, später gewann sie in Sankt Petersburg auch im Erwachsenenbereich bei der Europameisterschaft ihren ersten Titel. Auch 2011 konnte sie an ihre Erfolge anknüpfen. In Gyeongju zog sie mit einem Viertelfinalerfolg gegen Carolena Carstens bei der Weltmeisterschaft ins Halbfinale ein und gewann ihre erste WM-Medaille, in Shenzhen erkämpfte sie sich außerdem Silber bei der Universiade. Bei der Europameisterschaft 2012 in Manchester konnte Yıldırım mit Bronze eine weitere EM-Medaille gewinnen, sie unterlag erst im Halbfinale Ioanna Koutsou knapp.